# Amerikanske Tilstande
Amerikanske Tilstande – en rejse gennem drømmeland er titlen på en interview- og reportagebog om amerikansk kultur og identitet skrevet af journalisterne Andreas Fugl Thøgersen og Maj Juni (forlaget Aschehoug, 2004). Bogen indeholder interviews med forfatterne Ray Bradbury og Po Bronson, bluesmusikeren Chris Thomas King, den såkaldte coolhunter DeeDee Gordon, skuespiller Lauren Bacall og professor i økonomi, Richard Florida (manden bag ideen om Den kreative klasse – et udtryk han lancerede i sin bestsellerbog "The Rise Of The Creative Class: And How It's Transforming Work, Leisure, Community And Everyday Life" fra 2002). Richard Floridas ide om Den Kreative Klasse blev således for alvor introduceret i Danmark i Amerikanske Tilstande – en rejse gennem drømmeland. 
Andreas Fugl Thøgersens og Maj Junis bog fra 2004 skal ikke forveksles med den udgivelse som Henrik Fogh Rasmussen og tænketanken CEPOS stod bag tre år senere (i 2007), som de valgte at give samme titel (Amerikanske Tilstande).